# Варваровка (Новоград-Волынский район)
Варваровка (укр. Варварівка) — село на Украине, находится в Новоград-Волынском районе Житомирской области.
Население по переписи 2001 года составляет 285 человек. Почтовый индекс — 11700. Телефонный код — 4141. Занимает площадь 1,335 км².

## История
В 1946 году указом ПВС УССР село Барбаровка переименовано в Варваровку.

## Адрес местного совета
11780, Житомирская область, Новоград-Волынский р-н, с. Каменный Майдан